# Coëmptio
Coëmptio was een van de vormen, waaronder een Romeins huwelijk kon worden gesloten.
Zij berustte op het recht van de pater familias, om zijn kinderen te verkopen. Ten overstaan van vijf getuigen en een libripens, die de weegschaal vasthield, stond de vader zijn dochter aan de bruidegom af. Deze laatste tikte daarbij met een geldstuk tegen de schaal, een zinnebeeldige voorstelling van het betalen van de koopprijs. Door zulk een huwelijk kwam de vrouw in de manus van haar echtgenoot. Vóór de eigenlijke handeling van de coemptio plaatshad, gaf de bruid op de vraag van haar aanstaande echtgenoot haar toestemming tot het huwelijk, zodat zij door de verkoop geen slavin werd, maar naast haar man een vrije positie innam.
De coëmptio per aes et libram liet de tutela (voogdij) over een vrouw over aan een ander. De vrouw ging dan door coëmptio in de macht van een ander, een emptor fiduciarius, over, doch niet om te huwen — want de coëmptio op zichzelf zonder nuptiae constitueerde nog geen huwelijk. De emptor had nu de vrouw in mancipio en kon haar vrijlaten en haar haar vermogen in eigen beheer laten. Dit is de coemptio cum extraneo fiduciae causa.